# Tresserre
Tresserre település Franciaországban, Pyrénées-Orientales megyében. Lakosainak száma 1171 fő (2022. január 1.). Tresserre Passa, Villemolaque, Banyuls-dels-Aspres, Montesquieu-des-Albères és Le Boulou községekkel határos.

## Népesség
A település népessége az elmúlt években az alábbi módon változott:
| Lakosok száma | 968  | 1043 | 1078 | 1066 | 1075 | 1085 | 1125 | 1155 | 1171 |
|               | 2013 | 2015 | 2016 | 2017 | 2018 | 2019 | 2020 | 2021 | 2022 |